# ヒロミのざけんじゃナイト
ヒロミのざけんじゃナイトは、TBSラジオで1994年のナイターオフシーズンに毎週土曜日の19:00 - 21:00の時間帯で放送されていた、ラジオバラエティ番組である。JOMO（現在：ENEOS）の一社提供であり、「JOMOウィークエンドライブ」の冠が付いていた。

## 出演者
- ヒロミ
- 小島嵩弘
- X-GUN
- 西野妙子

## 概要
毎週、TBSホール（地方局からの放送あり）からの生放送を行っていた番組だった。ラジオ番組でありながら、テレビのような構成で公開放送で女性に失恋談を語ってもらったり、ゲストを交えてのトーク。X-GUNのネタ見せ、お土産争奪戦があった。20時台は全国ネット枠となり、遅れネットとなった中国放送以外の31局で同時ネットを行った。
1994年12月31日には「第36回 輝く!日本レコード大賞」のラジオ生中継があった為休止。その代わり、1995年の三が日に「JOMOお年玉スペシャル」を放送。
翌年1995年4月のナイターシーズンに突入とともに終了。ヒロミ冠の後続番組として「独占!ヒロミ倶楽部（1995年4月15日 - 10月7日）」「ヒロミのEじゃんYOH（1995年10月14日 - 1996年4月6日）」が製作されている。

## ネット局
放送時間は、中国放送以外はいずれも20:00 - 21:00の放送。
| - 北海道放送 - 青森放送 - 秋田放送 - 岩手放送 - 山形放送 - 東北放送 - ラジオ福島 - 新潟放送 - 北日本放送 - 北陸放送 - 福井放送 - 山梨放送 - 信越放送 - 静岡放送 - 中部日本放送 - 和歌山放送 | - 朝日放送 - 山陽放送 - 山陰放送 - 中国放送（23:30 - 24:30） - 山口放送 - 四国放送 - 西日本放送 - 南海放送 - 高知放送 - RKB毎日放送 - 大分放送 - 長崎放送 - 熊本放送 - 宮崎放送 - 南日本放送 - 琉球放送 |

| TBSラジオ 土曜19:00 - 21:00ナイターオフの番組 | TBSラジオ 土曜19:00 - 21:00ナイターオフの番組                  | TBSラジオ 土曜19:00 - 21:00ナイターオフの番組 |
| 前番組 | 番組名                                                         | 次番組                                        |
| --- | -------------------------------------------------------------- | --------------------------------------------- |
| （1993年度） ウィークエンド・ルー （18:00 - 19:30）山瀬まみのBOOMフロンティア （19:30 - 19:55）高嶋秀武・松浪健四郎の オジサンたちの血が騒ぐ! （20:00 - 21:00） | （1994年度） JOMOウィークエンドライブ ヒロミのざけんじゃナイト | （1995年度） 週刊爆笑フォルテシモ             |